# Tiszabő, Jász-Nagykun-Szolnok
Tiszabő  este un sat în districtul Kunhegyes, județul Jász-Nagykun-Szolnok, Ungaria, având o populație de 2.116 locuitori (2011). 

## Demografie
Componența etnică a satului Tiszabő
     Maghiari (59,33%)
     Romi (40,67%)
Componența confesională a satului Tiszabő
     Fără religie (39,56%)
     Reformați (1,28%)
     Necunoscută (59,17%)
Conform recensământului din 2011, satul Tiszabő avea 2.116 locuitori. Din punct de vedere etnic, majoritatea locuitorilor (59,33%) erau maghiari, cu o minoritate de romi (40,67%). Nu există o religie majoritară, locuitorii fiind persoane fără religie (39,56%) și reformați (1,28%). Pentru 59,17% din locuitori nu este cunoscută apartenența confesională.